# LEW EL 16
Die Akkuschleppfahrzeuge (ASF) der Baureihe EL 16 sind kleine, schienengebundene, batterie-elektrisch angetriebene Schleppfahrzeuge für den innerbetrieblichen Rangier- und Verschiebedienst.
Für Verschiebearbeiten in Wagenwerkstätten und Containeranlagen, zum Umsetzen von Lokomotiven ohne eigene Kraft oder zum Bewegen von Elektrolokomotiven ohne Fahrleitungen in Bahnbetriebswerken hat der Lokomotivbau Elektrotechnischen Werke (LEW) in Hennigsdorf ab 1966 die auf der bewährten Grubenlokomotive EL8 basierende erste Serie eines Akku-Schleppfahrzeuges an die Deutsche Reichsbahn ausgeliefert. Wegen der günstigen Anschaffungskosten, des geringen Wartungsaufwands und eines emissionsfreien Betriebs konnten und können die kleinen Rangierer universell verwendet werden und bewährten und bewähren sich gut. Bis 1990 wurden 506 Fahrzeuge (andere Quellen zählen 514 Fahrzeuge) in vier leicht abweichenden Bauserien hergestellt.
Neben der Deutschen Reichsbahn zählten auch viele mit Gleisanschluss ausgestattete Industriebetriebe der DDR und ausländische Kunden, vor allem aus Polen, zu den Abnehmern der ASF.

## Aufbau
Auf einem in Schweißkonstruktion ausgeführten Kastenrahmen ist der in stabiler Blechbauweise gefertigte Aufbau mit mittig angeordnetem Führerstand aufgeschraubt. An das Führerhaus schließen sich vorn und hinten die als niedrige Vorbauten ausgeführten beiden Batteriekästen an. Die Deckel der Kästen können zur einfachen Wartung und Entnahme der Batterien jeweils nach vorne aufgeklappt werden und haben an beiden Fahrzeugseiten insgesamt vier Wartungstüren. Der Zugang zum allseitig verglasten Führerstand erfolgt auf jeder Seite durch je eine nach innen öffnende Drehtür mit Fallfenster. Das jeweils mittlere Fenster an den Stirnseiten lässt sich nach oben klappen und gewährleistet so einen bequemen Zugang zu den Batteriekästen. In der Mitte des Führerraumes ist das Fahrpult mit allen erforderlichen Steuer- und Überwachungselementen verbaut.
An den aus massiven Blechplatten ausgeführten Stirnseiten sind je zwei Hartholzscheiben als Stoßvorrichtung und je eine vom Führerstand mittels Pedal bedienbare Verschiebekupplung angebracht.

## Fahrwerk

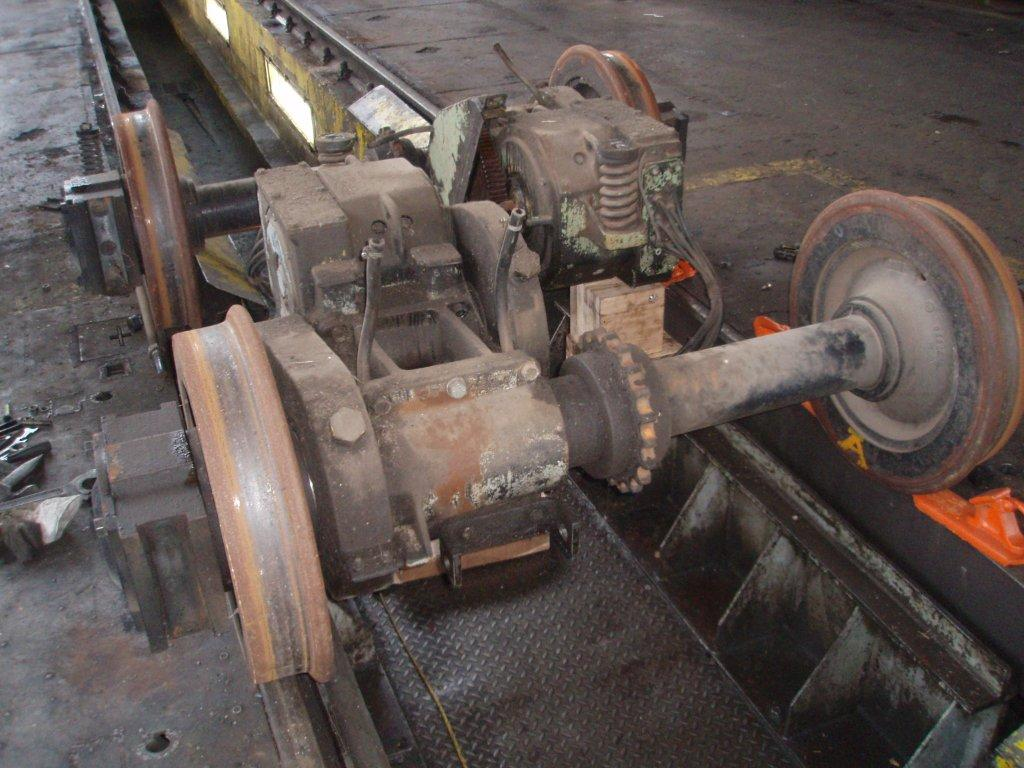
Antrieb eines ASF: Rollenkette bereits demontiert. In der Mitte die Fahrmotoren mit Ritzelkästen

Die beiden Radsätze mit 650 mm Laufkreisdurchmesser tragen mit Rollenlagern und Blattfedern den Fahrzeugrahmen. Jeder der beiden Radsätze wird mit einem Zwischengetriebe durch einen speziell für Akkulokomotiven entwickelten Gleichstrom-Reihenschlussfahrmotor GBM 8,5 in Tatzlagerbauart angetrieben. Zur Sicherung der vollen und gleichmäßigen Zugkraft sind die Radsätze durch eine automatisch nachstellbare Rollenkette untereinander verbunden. Jeder Motor hat eine Leistung von 8,5 kW bei einer Spannung von 112 V und einer Stromaufnahme von 96 A. Durch die Verwendung einer Zwischenwelle beträgt das Übersetzungsverhältnis zwischen Motor und Radsatzwelle 1 : 25,4.

## Bremse
Gebremst wird das ASF mit einer mechanischen Bremse, wobei die insgesamt vier Bremsklötze einseitig auf die Räder wirken. Während die erste Bauserie mit einer nachstellbaren Pedalbremse ausgerüstet war, verfügen die nachfolgend produzierten Fahrzeuge über eine Spindelbremse, die von jeder Führerstandsstirnseite mit einer Handkurbel betätigt werden kann. Die Fußbremse hat sich wegen ihrer vom Körpergewicht des Bedieners und der Witterung abhängigen Bremskraft nicht bewährt. Eine besondere Feststellbremse gibt es nicht. Die Fußbremse wird mit einer einschwenkbaren Zahnstange arretiert. Die Kurbelbremse wird einfach „festgezogen“. Bei einer Kraft von 50 kp am Handrad werden 78 % der Fahrzeugmasse abgebremst, wobei die Gesamtübersetzung 1 : 470 beträgt. Das Nachstellen der Bremse erfolgt durch Spannschlösser, die in den Bremszugstangen unterhalb der Führerhauseinstiegleitern gut zugänglich angeordnet sind.
Zur besseren Ausnutzung des Reibungsgewichtes bei schlüpfrigen Schienen ist das Fahrzeug mit einer fußbetätigten Sandstreueinrichtung ausgerüstet, bei der die jeweils vornlaufenden Räder von vorn besandet werden. Zu diesem Zweck ist an den vier Ecken des Fahrzeuges hinter den Stirnblechen je ein 7 Liter fassender Bremssandkasten angebracht. Für jede Fahrtrichtung ist an jedem Führerstand ein Fußdruckknopf eingebaut. Nach Loslassen des Knopfes wird dieser durch Rückzugsfedern hochgedrückt und die unteren Sandkastenöffnungen werden verschlossen.

## Elektrische Ausrüstung
Über einen von jeder Führerstandsseite aus bedienbaren Starkstrom-Nockenfahrschalter GNFB12 werden in widerstandsloser Schaltung durch verschiedene Gruppierung der beiden Batterien, Fahrmotoren und Fahrmotorenfelder neun Fahrstufen, davon drei Dauerfahrstufen, realisiert.
| Fahrstufe | Batterien | Motoren  | Feldspulen – je Motor 4 Stück –       |
| --------- | --------- | -------- | ------------------------------------- |
| 1         | Parallel  | Reihe    | 4 × in Reihe                          |
| 2         | Parallel  | Reihe    | 3 × in Reihe                          |
| 3*        | Parallel  | Reihe    | 2 × in Reihe – beide Gruppen Parallel |
| 4         | Reihe     | Reihe    | 4 × in Reihe                          |
| 5         | Reihe     | Reihe    | 3 × in Reihe                          |
| 6*        | Reihe     | Reihe    | 2 × in Reihe – beide Gruppen Parallel |
| 7         | Reihe     | Parallel | 4 × in Reihe                          |
| 8         | Reihe     | Parallel | 3 × in Reihe                          |
| 9*        | Reihe     | Parallel | 2 × in Reihe                          |

- *Die Stellungen 3, 6, und 9 sind Dauerfahrstufen. Die übrigen Fahrstufen dürfen nur zum Beschleunigen benutzt werden.

Das Umschalten der Fahrtrichtung erfolgt durch einen weiteren Schaltschlüssel betätigten Starkstrom-Nockenschalter, die Richtungswalze. Fahr- und Richtungsschalter sind mechanisch gegeneinander so verriegelt, dass die Fahrtrichtung nur bei Nullstellung des Fahrschalters geändert werden kann.
Mit vier, spätere Bauserien nur noch mit zwei, Drucktastern kann das zweipolige elektromagnetische Batteriehauptschütz ein- und ausgeschaltet werden. In diesen Steuerkreis greift auch ein auf 140 A eingestellter thermischer Überlastschutz ein, der bei Überlastung das Batterieschütz abschaltet. Die beiden Batteriesätze sind in Originalausführung als wartungsarme Gewebetaschen-Bleiakkumulatoren ausgeführt und in kranbaren jeweils ca. eine Tonne wiegenden Trögen in den beiden Batteriekästen verbaut. Die Batterien sind genormte Industrieakkumulatoren und auch in vielen Bergbau-Akkulokomotiven anzutreffen. Beide Batteriesätze sind durch insgesamt vier 200 A Schmelzsicherungen in den Anschlusssteckern, jeweils im Plus- und Minuspol, für den Kurzschlussfall geschützt. Die Ladung erfolgt im Auslieferungszustand durch externe schrankgroße Ladegeräte an speziellen Ladestationen oder neuerdings auch durch nachträglich eingebaute fremdeingespeiste schuhkartongroße elektronische Bordlader. Die modernen Bordladegeräte ermöglichen eine geringe Auf- und Abrüstzeit und einen elektronisch gesteuerten Erhaltungs- oder Batteriepflegebetrieb. Auf dem Fahrpult befinden sich auch zwei Spannungsmessgeräte für die beiden Batteriesätze. Die elektrischen Nebenverbraucher werden mit 56 Volt Gleichspannung betrieben. Im Original vorhanden sind ein Schalter für die Führerraumbeleuchtung sowie der Positionsleuchten und zwei Taster für die akustische Signaleinrichtung. Weiterhin ist ein Steuerschalter zur seitentrennbaren rechts/links Ansteuerung der vier Pendelwischermotore und eine Steckdose zur Verwendung einer 56-V-Kabelhandlampe für Wartungszwecke eingebaut. Eine Verschlussklappe am Fahrpult bietet leichten Zugriff auf die acht, aber nur sieben verwendeten E27-Steuerschmelzsicherungen für Hauptschütz, Beleuchtung, Typhon, Wischer, Steckdose und zwei Spannungsmesser.
Einzelne Fahrzeuge besitzen ein Umschalter, der ermöglicht entweder Lade- oder Fahrbetrieb. In Stellung „Ladebetrieb“ wird der Steuerkreis des Batteriehauptschützes abgeschaltet.

## Einsatz und Verbleib
Nachdem das ASF in der Anfangszeit Grundausstattung in allen Bahnbetriebs- und Ausbesserungswerken der Deutschen Reichsbahn und in vielen Industriebetrieben in der DDR war, ist der kleine Rangierer nach Gründung der Deutschen Bahn AG auch in deren großen Werken deutschlandweit anzutreffen. Selbst in ICE-Instandhaltungswerken ist das ASF nunmehr, unter anderem auch mit klassischer ICE-Farbgebung, zu finden. Mit der Schließung von DB-Werken oder Industriebetrieben fanden viele ein neues Einsatzgebiet in anderen Werkestandorten, bei Privatbahnen oder Eisenbahnvereinen, nur wenige ASF wurden bisher verschrottet.
Das Ur-ASF (ASF 01 von 1964), das Erprobungsfahrzeug des EL16, gebaut vom damaligen Forschungs- und Entwicklungswerk Blankenburg (FEW), wird heute als nichtbetriebsfähiges Exponat im Sächsischen Eisenbahnmuseum Chemnitz-Hilbersdorf (Schauplatz Eisenbahn) aufbewahrt.